# Radzyna
Radzyna – przysiółek wsi Drołtowice w Polsce położony w województwie dolnośląskim, w powiecie oleśnickim, w gminie Syców.
W latach 1975–1998 przysiółek administracyjnie należał do województwa kaliskiego.